# Qualea coerulea
Espèce
Qualea coerulea, le qualé bleu, est une espèce de plantes à fleurs de la famille des Vochysiaceae. C'est un arbre présent en Amérique du Sud et notamment en Guyane.

## Histoire naturelle
En 1775, le botaniste Aublet propose la diagnose suivante :
« QUALEA (coerulea) floribus parvis. (Tabula 2.)

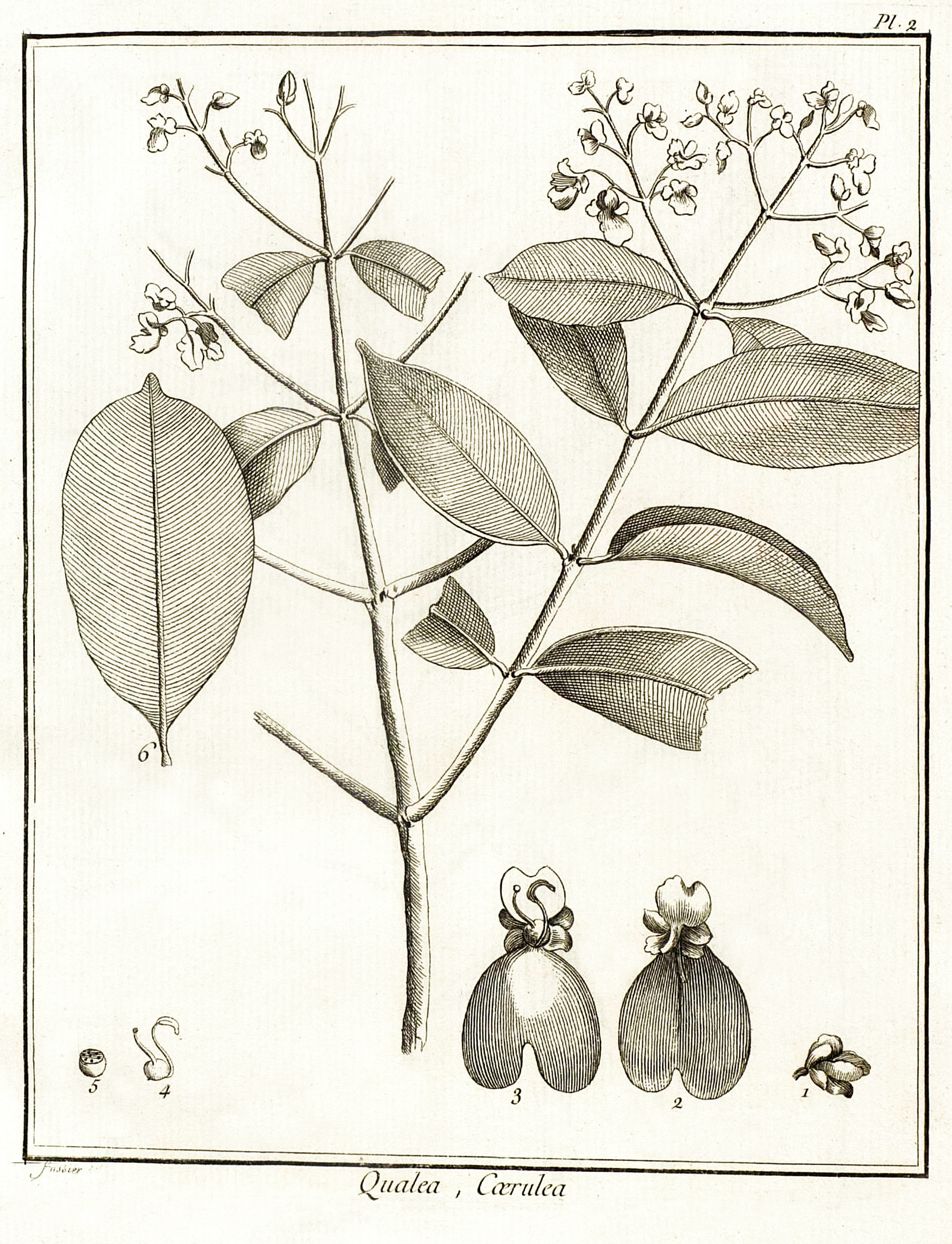
Qualea coerulea par Aublet (1775) Planche 2. 1. Bouton & fleur. - 2. Corolle vue en-deſſous. - 3. Corolle vue en-deſſus. - 4. Ovaire. Style. Stigmate. Étamine. - 5. Ovaire coupe en travers. - 6. Feuille de grandeur naturelle.

Arbor trunco ſexaginta & octoginta-pedali, in ſummitate ramos plures, nodoſos, undique ſparſos emittente ; ramulis & ramuſculis oppoſitis, aut ſuboppoſitis. Folia oppoſita, quando- que ſuboppoſita, acuta, obtuſa, glabra, integerrima, ſubviridia, nervo longitudinali ſubtùs prominente, & nervulis parallelis ſimplicibus, latéralibus inſignita, petiolata. Stipule binæ, lateralæ, ad baſim petiolorum, deciduæ. Flores paniculati, terminates. Perianthium intus villoſum, cinereum. Petala duo oppoſita ; ſuperiùs erectum, ſubrotundum, emarginatum, extus cinereum, intus ſubcæasruleum, profunde emarginatum, violaceum, versus unguem luteum, nigris maculis notatum.

Flores expanſi gratum odorem latè ſpargunt Florebat Octobri, Habitat in ſylvis Sinemarienſibus, nomen Caribæum QUALÉ. »

« LE QUALIER bleu. (PLANCHE 2.).
Le tronc de cet arbre s'élève a ſoixante & quatre-vingt pieds, ſur trois pieds de diamètre. Son écorce eſt ridée & gerſée. Son bois eſt rouſsâtre & compacte. Il pouſſe a ſon ſommet un grand nombre de branches, les unes droites, les autres horiſontales, qui s'étendent au loin & preſque en tout ſens : ces branches ſe diviſent en rameaux, qui ſont toujours oppoſés. Les feuilles, dont ceux-ci ſont garnis, ſont oppoſées deux à deux, diſpoſées en croix, verdâtres, liſſes, fermes, luiſantes, courtes, ovales, terminées par une petite pointe mouſſe ; elles ſont partagées par une nervure ſaillante, longitudinale ; de la queue naiſſent pluſieurs autres nervures latérales, ſimples, parallèles, qui ſe terminent au bord de la feuille. Le pédicule des feuilles eſt court, accompagne a fa baſe de deux stipules qui tombent de bonne heure.
Les fleurs naiſſent a l'extrémité des rameaux ſur de grandes panicules dont les branches ſont opposées, & quelques-unes ſont alternes : elles out a leur naiſſance deux petites &ailles qui tombent.
Le calice de la fleur eſt d'une ſeule pièce diviſée profondément en quatre parties membraneuſes, coriaces, concaves, cendrées, relevées en-dehors & liſſes en-dedans.
La corolle eſt a deux pétales : le ſupérieur eſt attaché par une large baſe au bord interne du calice ; il a extérieurement à ſa partie inférieure un petit cornet creux, en forme d'éperon. Ce pétale eſt de couleur cendrée en-dehors, bleuâtre en-dedans, relevé, concave, & échancré a ſon ſommet. Le pétale inférieur, qui eſt oppoſé au ſupérieur, eſt incliné, plus grand, plus large, & profondément échancré ; il eſt de couleur bleue ; & vers ſon onglet, il eſt jaune & taché de noir : il eſt attaché à la paroi interne du calice,
II n'y a qu'une étamine placée au-deſſous de l'inſertion du pétale inférieur. Son filet eſt courbé en forme de croſſe. Son anthère eſt longue, courbée, a deux bourſes ſéparées par un ſillon.
Le pistil eſt un ovaire arrondi, velu, qui occupe le fond du calice. Il eſt ſurmonté d'un style courbe, terminé par un stigmate obtus.
L'ovaire, que je n'ai pas vu en maturité, étant coupé en travers, laiſſe voir pluſieurs ſemences diſperſées dans une ſubſtance pulpeuſe.
Les fleurs répandent une odeur douce & agréable.
Cet arbre eſt nommé QUALÉ par les Galibis. Il étoit en fleur dans le mois d'Octobre.
Le QUALÉ bleu croît dans les grandes forêts de la Guiane qui aboutiſſent ſur les bords de la rivière de Sinemari, à quarante lieues de ſon embouchure.
On a repréſenté une feuille, & les parties détachées de la fleur de grandeur naturelle. Quoique les feuilles ſoient conſtamment oppoſées, on en trouve quelquefois d'alternes, & particulièrement au bout des rameaux. »